# Liste der nicaraguanischen Außenminister
| Ernennung / Amtsantritt | Name                          | Bemerkungen                                                                                  | in der Regierung von                  | Posten verlassen |
| ----------------------- | ----------------------------- | -------------------------------------------------------------------------------------------- | ------------------------------------- | ---------------- |
| 1841                    | Francisco Castellón           |                                                                                              | Pablo Sánchez de Buitrago y Benavente |                  |
| 1844                    | José María Estrada            |                                                                                              | Emiliano Madriz                       | 1844             |
| 1846                    | Hermenegildo Zepeda Fernández |                                                                                              | Blas Antonio Sáenz                    |                  |
| 1851                    | Francisco Castellón           |                                                                                              | Justo Abaunza                         |                  |
| Nov. 1855               | Máximo Jérez                  |                                                                                              | Patricio Rivas                        | Jan. 1856        |
| 12. Sep. 1856           | Pedro Cardenal                |                                                                                              | Patricio Rivas                        | 24. Juni 1857    |
| 24. Juni 1857           | Gregorio Juarez               |                                                                                              | Tomás Martínez                        | 9. März 1858     |
| 1860                    | Maximo Salinas                |                                                                                              | Tomás Martínez                        |                  |
| 1860                    | Emilio Benard Doude           | (* 1840; † 5. November 1879) Gründer der Telegrafenamtes und der nicaraguanischen Eisenbahn. | Tomás Martínez                        |                  |
| 1860                    | Rosalío Cortez                |                                                                                              | Tomás Martínez                        |                  |
| 1860                    | Hermenegildo Zepeda           |                                                                                              | Tomás Martínez                        |                  |
| 1. Feb. 1871            | Anselmo H. Rivas              |                                                                                              | José Vicente Cuadra                   | 1. Feb. 1879     |
| 1893                    | José Madríz                   |                                                                                              | José Santos Zelaya                    | 1894             |
| 1. Juni 1893            | Fernando Sánchez              |                                                                                              | José Santos Zelaya                    | 16. Juli 1893    |
| 1895                    | Manuel Coronel Matus          |                                                                                              | José Santos Zelaya                    | 1899             |
| 15. Dez. 1899           | Fernando Sánchez              |                                                                                              | José Santos Zelaya                    | 30. Juli 1903    |
| 1904                    | Adolfo Altamirano             |                                                                                              | José Santos Zelaya                    | 1906             |
| 9. Feb. 1905            | Tomás Ayon                    |                                                                                              | José Santos Zelaya                    | 18. Feb. 1905    |
| 1906                    | José Dolores Gómez            |                                                                                              | José Santos Zelaya                    | 1908             |
| 9. Mai 1911             | Diego Manuel Chamorro Bolaños |                                                                                              | Adolfo Díaz                           | 1. Jan. 1917     |
| 1920                    | Mariano Zelaya                |                                                                                              | Emiliano Chamorro Vargas              | 1922             |
| 1922                    | Carlos Cuadra Pasos           |                                                                                              | Diego Manuel Chamorro Bolaños         | 1923             |
| 1923                    | Carlos Cuadra Pasos           | [ 1 ]                                                                                        | Bartolomé Martínez                    |                  |
| 1928                    | Carlos Cuadra Pasos           | († 29. Januar 1964)                                                                          | Emiliano Chamorro Vargas              |                  |
| 1949                    | Oscar Sevilla Sacasa          |                                                                                              | Benjamín Lacayo Sacasa                | 1956             |
| 1957                    | Alejandro Montiel Argüello    |                                                                                              | Luis Anastasio Somoza Debayle         | 1961             |
| 1961                    | René Shick Gutiérrez          |                                                                                              | Luis Anastasio Somoza Debayle         | 1962             |
| 1962                    | Alfonso Ortega Urbina         |                                                                                              | Luis Anastasio Somoza Debayle         | 1967             |
| 1972                    | Alejandro Montiel Argüello    |                                                                                              | Fernando Bernabé Aguerro Rocha        | 1976             |
| 1977                    | Julio Quintana Villanueva     |                                                                                              | Anastasio Somoza Debayle              | 1979             |
| 1979                    | Miguel d’Escoto Brockmann     |                                                                                              | Daniel Ortega                         | 1990             |
| 1979                    | Harry Bodán Shields           |                                                                                              | Daniel Ortega                         | 1979             |
| 1990                    | Enrique Dreyfus Morales       |                                                                                              | Violeta Barrios de Chamorro           | 1992             |
| 1992                    | Ernesto Leal Sánchez          |                                                                                              | Violeta Barrios de Chamorro           | 1997             |
| 1997                    | Emilio Alvarez Montalván      |                                                                                              | Arnoldo Alemán                        | 1997             |
| 1998                    | Eduardo Montealegre Rivas     |                                                                                              | Arnoldo Alemán                        | 2000             |
| 2000                    | Francisco X. Aguirre Sacasa   |                                                                                              | Arnoldo Alemán                        | 2002             |
| 2002                    | Norman Caldera Cardenal       |                                                                                              | Enrique Bolaños Geyer                 | 2006             |
| 10. Jan. 2007           | Samuel Santos López           |                                                                                              | Daniel Ortega                         | 2017             |
| 16. Jan. 2017           | Denis Moncada Colindres       |                                                                                              | Daniel Ortega                         |                  |